# Vent d'aram
Vent d'aram és un llibre de poesia en català de Joan Vinyoli i Pladevall.

## Context
En la dècada dels setanta hi hagué un progrés constant en la publicació d'obres literàries i, en general, també en l'interès que desvetllà la literatura, especialment a Barcelona, on se centrava una gran part de la producció editorial, tant en el nombre de títols publicats com en el tiratge de les obres, algunes de les quals assolien edicions de desenes de milers d'exemplars.
Una gradual generalització de l'ensenyament de la llengua i la literatura catalanes i un augment, de l'ús públic del català i de la seva utilització en els mitjans de comunicació (va néixer el Diari Avui), com a mostra el nombre de publicacions en català passà dels 600 de 1975 als 3.500 el 1985, feu que s'augmentés amb rapidesa el nombre de lectors.
Dins el món de la poesia s'assistí a una complexa diversitat de plantejaments renovadors que posaren de manifest l'experimentació i la denúncia. Eren anys d'ebullició. Els projectes destacaven per l'originalitat i per la contundència ideològica, però tenien una durada limitada. La poesia, sense renunciar al realisme, incorporà noves temàtiques i tendències: experimentalisme, textualisme, etapes de retorn a una mètrica més conservador, es barrejà amb les arts plàstiques i, podem parlar també d'un públic lector àvid de poesia que, amb els anys, desaparegué.

## El títol
El títol denota i connota allò que es pot llegir al llibre. L'aram és el coure treballat en forma de xapa o de fil, i el coure és un metall de color vermellós, dúctil, mal·leable, molt tenaç, molt resistent a la corrosió i un dels millors conductors de la calor i l'electricitat.
Quan es pensa en l'aram, el color que s'imagina és el d'aquelles olles o estris de cuina que són entre el vermell i el daurat, una mena de marró brillant que podem comparar més amb el color d'una fageda a la tardor que no pas amb el vermell fosc de la sang, per exemple.
Ací hi trobem el quid de la qüestió: color d'una fageda a la tardor: el vent d'aram és el vent de tardor i la paraula tardor torna a denotar i a connotar.

## Tema

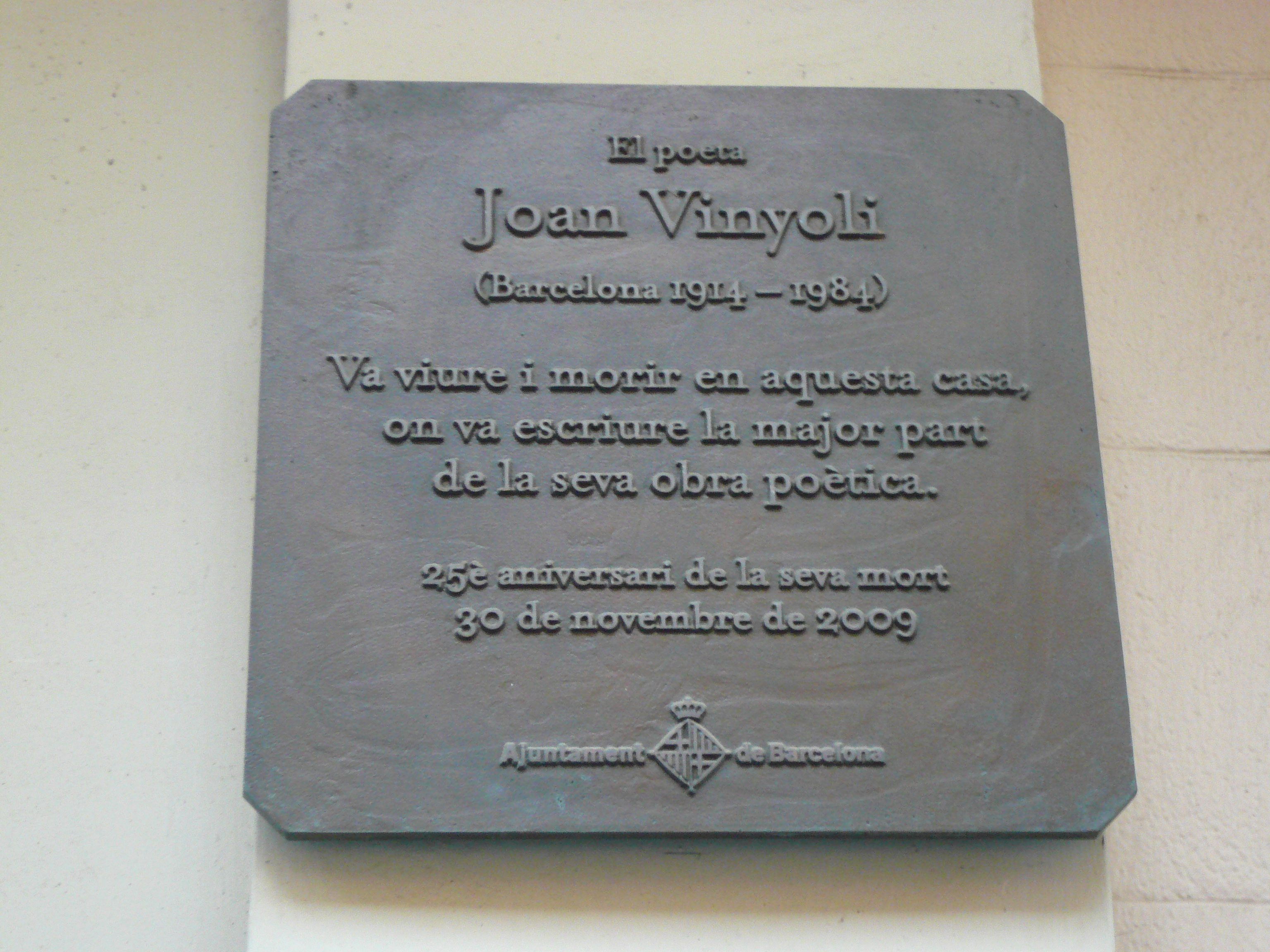
Placa commemorativa a Barcelona

Hi apareixen els grans temes de la poesia vinyoliana. En destacarà un sobre la resta: l'obsessió del pas del temps i els efectes devastadors que té. Pensem que Vinyoli, com a home malalt que era, els vivia de manera molt més intensa que altres persones amb una salut més resistent.

## Estructura
El llibre es divideix en un poema que encapçala el llibre i fa una funció semblant a la que faria un pròleg i tres parts d'una llargària desigual: 
- Amb ronca veu: ens dona la clau per interpretar què vol explicar-nos el poeta al llibre.
- Part I (21 poemes): la més extensa. Té com a tema principal la reflexió del poeta sobre el pas del temps i la seva exploració interna com a subjecte. La majoria de poemes estan emmarcats en un ambient natural, marítim, que ens remet a Begur, o terrestre, que ens duu fins a Santa Coloma de Farners. Hi utilitza moltes imatges sensorials, sobretot de caràcter cromàtic, però també auditives, olfactives i sensorials. Camí adobat per a la sinetèsia, de la qual trobarem força mostres.
- Part II (12 poemes): té com a tema central l'amor que momentàniament salva el poeta que s'hi refugia. Tant el recorda com el viu. El seu és un amor proveït de carnalitat.
- Part III (9 poemes): la més breu, té com a centre neuràlgic la mort: el poeta accepta que ha de morir i confia en el poder de la paraula per salvar-se d'aquest final absolut. El llibre, a més, acaba amb l'anunci de l'inici d'un nou projecte: i fem per començar / noves formes de vida. Com si ens digués: d'acord, la mort hi és, però no ens ha de fer oblidar que la vida s'ha de viure.Molts d'ells són dedicats a persones amb qui l'unia algun lligam. La nostra edició té les endreces posades al final, cosa que implica que si volem conèixer-les hàgim d'anar a mirar-les.[1]

## Forma
Els poemes del recull tenen una forma semblant: tots estan formats per versos sense rima de mesures diverses (anisosil·làbics); la majoria tenen versos esglaonats (recordem que, d'una banda, serveixen per emfasitzar una de les paraules que s'esglaona i, de l'altra, que s'han de comptar com un sol vers); i molts tenen un divisió estròfica que ve marcada per allò que ens diu el poema, pel seu contingut.